# 吴大帅府旧址
吴大帅府旧址，位于中国吉林省双辽市辽河路，为一个省级文物保护单位，类型为近现代史迹及代表性建筑，公布时间为1999年2月26日。该文物保护单位由双辽市文管所管理。
吴大帅府旧址的历史年代为1921年。